# Mojo (tidsskrift)
Mojo er et populær musik-tidsskrift udgivet månedligt af Bauer i Storbritannien. Efter succesen med Q kiggede udgiverne Emap efter en titel, som ville appellere til den fremspirende interesse i klassisk rockmusik.
| Anime eller manga | Spire Denne artikel om medie og kommunikation er en spire som bør udbygges. Du er velkommen til at hjælpe Wikipedia ved at udvide den. |